# Unterseeboot 1405
L'Unterseeboot 1405 ou U-1405 est un sous-marin côtier allemand (U-Boot) de type XVIIB utilisé par la Kriegsmarine pendant la Seconde Guerre mondiale.
Le sous-marin est commandé le 4 janvier 1943 à Hambourg (Blohm & Voss), sa quille posée le 15 octobre 1943, il est lancé le 1er décembre 1944 et mis en service le 21 décembre 1944, sous le commandement de Leutnant zur See Wilhelm Rex.
L'U-1405 n'effectue aucune patrouille, par conséquent il n'endommage ni ne coule aucun navire.
Il est sabordé en mai 1945.

## Conception
Unterseeboot type XVII, l'U-1405 avait un déplacement de 312 tonnes en surface et 337 tonnes en plongée. Il avait une longueur hors-tout de 41,45 m, un maître-bau de 4,50 m, une hauteur de 8,80 m et un tirant d'eau de 4,30 m. Le sous-marin était propulsé par une hélice, une turbine Walter de 2 500 ch, un moteur diesel 8 cylindres Deutz SAA 8M517 en ligne de 210 cv et un moteur électrique AEG-Maschine AWT98 77 PS de 76 cv (55 kW). Il était équipé de 62 batteries 26 MAL 570 de 3 240 Ah.
Le sous-marin avait une vitesse en surface de 8,8 nœuds (16,3 km/h) et une vitesse de 5,5 nœuds (10,1 km/h) ou 25 nœuds (46,3 km/h) en plongée suivant le système de propulsion choisi. Immergé, il avait un rayon d'action de 150 milles marins (241 km) à 20 nœuds (37 km/h). En surface, son rayon d'action était de 3 000 milles nautiques (4 828 km) à 8 nœuds (15 km/h).
L'U-1405 était équipé de deux tubes lance-torpilles de 533 mm AV (longueur de 5 mètres) et embarquait quatre torpilles. Sa capacité de gasoil était de 20 tonnes et 55 tonnes de H2O2. Son équipage comprenait 3 officiers et 16 sous-mariniers.

## Historique
Il est en période d'entraînement à la 8. Unterseebootsflottille basé à Danzig et dans la 5. Unterseebootsflottille à Kiel jusqu'à son sabordage.
Étant un bateau expérimental, il n’a jamais pris part à une patrouille ou à un combat.
L'U-1405 est sabordé dans la baie de Eckernförde à la position géographique 54° 30′ 09″ N, 10° 01′ 08″ E, par son équipage le 5 mai 1945 répondant à l’ordre lancé de l’Amiral Dönitz pour l’Opération Regenbogen.
L'épave est renflouée après la guerre, puis envoyée à la ferraille.

## Affectations
- 8. Unterseebootsflottille du 21 décembre 1944 au 15 février 1945 (période de formation).
- 5. Unterseebootsflottille du 16 février 1945 au 5 mai 1945 (période de formation).

## Commandement
- Oberleutnant zur See Wilhelm Rex du 21 décembre 1944 au 5 mai 1945.